# فيل هوغن (لاعب دوري الرغبي)
فيل هوغن (بالإنجليزية: Philip Hogan)‏ هو لاعب دوري الرغبي بريطاني، ولد في ديسمبر 1954 في بارو إن فورنيس في المملكة المتحدة.